# Nedre Schlesiens vojvodskap
Nedre Schlesiens vojvodskap (polska: województwo dolnośląskie) är ett vojvodskap i västra Polen, beläget i och uppkallat efter det historiska landskapet Nedre Schlesien (Dolny Śląsk). Det har en yta på 19 946 km², med en befolkning på 2 908 457 invånare i juni 2014. Huvudstad är Wrocław, vars storstadsområde har omkring 1,3 miljoner invånare. Andra större städer är Wałbrzych, Legnica och Jelenia Góra, som fungerar som säten för vojvodskapets regionala myndigheter i tre administrativa underregioner.

## Geografi
Regionen är till stora delar låglänt, men inkluderar även de norra delarna av bergskedjan Sudeterna som utgör nationsgränsen mot Tjeckien. Flera skidorter finns i bergen, bland annat Karpacz och Szklarska Poręba i Karkonoszebergen. I området finns även många historiska kurorter. Den överlägset största staden i vojvodskapet är Wrocław, Polens fjärde största stad, vars storstadsregion och sovstäder upptar ett större område i den östra delen av vojvodskapet omkring floden Oder. 
Vojvodskapet ligger i floden Oders avrinningsmråde, och Oder är den största floden i regionen. Större bifloder till Oder är bland andra Bóbr, Nysa Kłodzka, Oława och Ślęza. Mot Tyskland utgör floden Lausitzer Neisse nationsgränsen sedan 1945, enligt Oder-Neisselinjen.
I vojvodskapet ligger Karkonoszes och Góry Stołowes nationalparker, båda vid gränsen mot Tjeckien.
Nedre Schlesiens vojvodskap gränsar till Lubusz vojvodskap i nordväst, Storpolens vojvodskap i nordost, Opole vojvodskap i sydost, Tjeckien i syd och det tyska förbundslandet Sachsen i väst.

## Historia
Vojvodskapet existerar i sin nuvarande form sedan 1999, då den stora polska administrativa regionreformen trädde i kraft.

### Före 1945
Huvudartiklar: Nedre Schlesien och Provinsen Niederschlesien.
Området motsvarar till stora delar det historiska landskapet Nedre Schlesien (polska: Dolny Śląsk, tyska: Niederschlesien), den västra delen av det större landskapet Schlesien (Śląsk), vars historiska huvudstad var Breslau (det tyska namnet för Wrocław). Regionen utgjorde under Weimarrepubliken en del av den preussiska provinsen Niederschlesien och var huvudsakligen tysktalande, men efter Tysklands nederlag i andra världskriget 1945 hamnade regionen öster om Oder-Neisse-linjen och införlivades med Polen, varefter den tyska befolkningen fördrevs. Under åren efter 1945 återbefolkades området av bosättare från centrala Polen och flyktingar från de tidigare polska områdena öster om Curzonlinjen. De polska toponymerna i området fastställdes som officiella namn i samband med krigsslutet och utgör en blandning av befintliga traditionella polska namnformer, översättningar av tyska ortnamn och moderna nyskapade toponymer.

### Administrativ historia i Polen 1945-1998

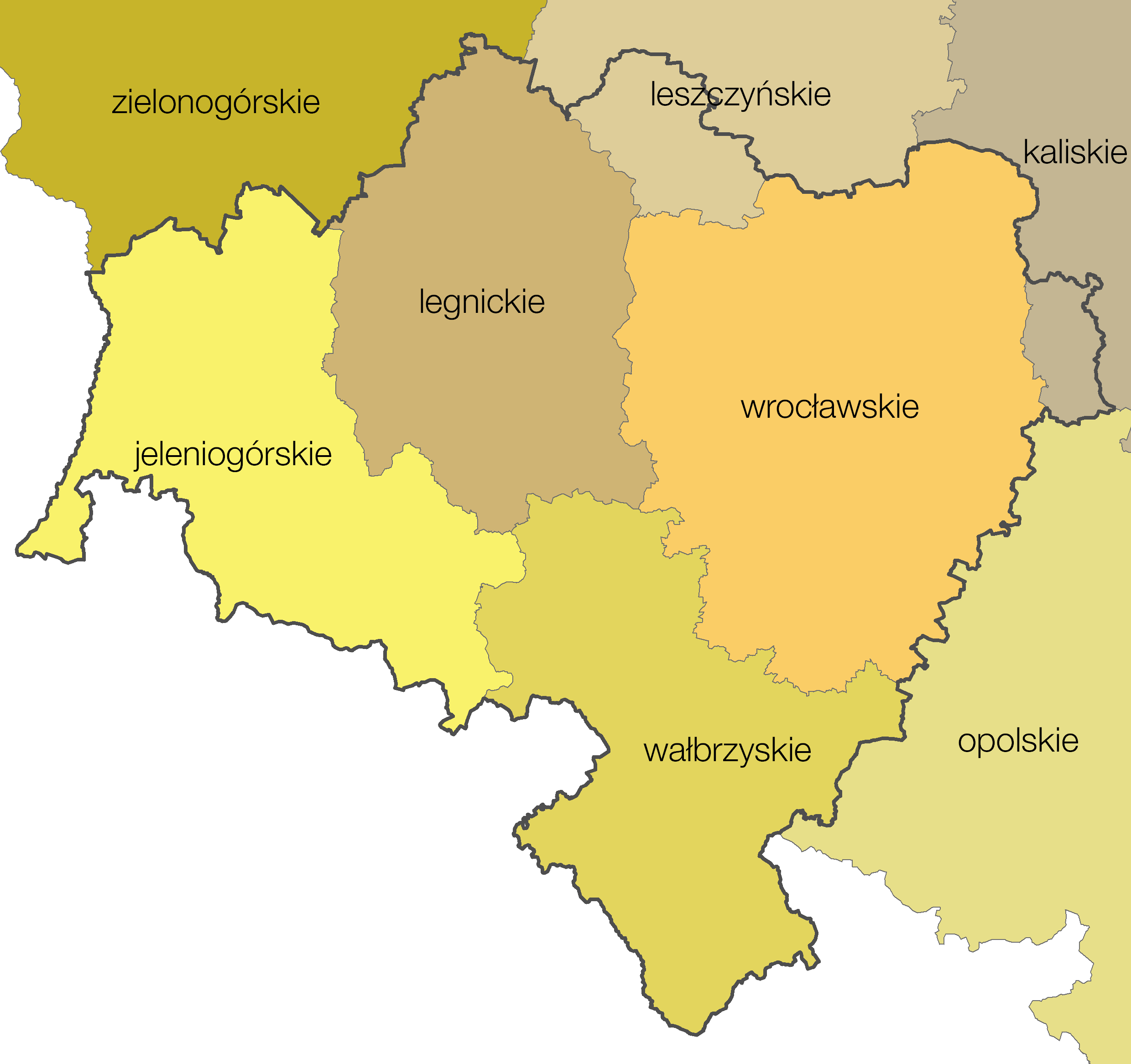
Föregående vojvodskapsindelning 1975-1998. Nuvarande gränser markerade med svarta konturer.

Nedre Schlesiens vojvodskap bildades 1 januari 1999 genom sammanslagning av fyra tidigare vojvodskap i regionen, i samband med den stora administrativa reformen i Polen detta år. Detta ersatte den tidigare administrativa indelningen som gällde 1975-1998, då regionen var uppdelad på Wrocławs, Legnicas, Jelenia Góras och Wałbrychs vojvodskap och även omfattade mindre delar av Kalisz och Lesznos vojvodskap.

## Administrativ indelning

### Administrativa regioner
Sätet för vojvodskapets administration finns i Wrocław. Städerna Wałbrzych, Legnica och Jelenia Góra fungerar dessutom som huvudorter i tre administrativa regioner med begränsat självstyre, där vissa av vojvodskapets uppgifter delegerats till den regionala nivån. Dessa regioner motsvarar till stora delar de tre tidigare vojvodskap som slogs samman med Wrocławs vojvodskap 1999.

### Powiater och städer med powiatstatus
Nedre Schlesiens vojvodskap indelas i totalt 30 distrikt, powiater (powiaty), och dessa underindelas i sin tur i 169 kommuner (gminy). Huvudstaden Wrocław och stadskommunerna Wałbrzych, Legnica och Jelenia Góra utgör fyra självständiga stadsdistrikt med powiatstatus (miasta na prawach powiatu); de omgivande powiaterna jeleniogórski, legnicki, wałbrzyski och wrocławski har sina säten i dessa städer men omfattar inte städerna själva.

Powiater och städer med powiatstatus i Nedre Schlesiens vojvodskap.

| Vapen | Powiat / Stad med powiatstatus | Huvudort                    | Area [km²] | Invånare 30 jun 2014 | Invånare/km² |
| ----- | ------------------------------ | --------------------------- | ---------- | -------------------- | ------------ |
|       | Powiat bolesławiecki           | Bolesławiec                 | 1303,26    | 90 295               | 69           |
|       | Powiat dzierżoniowski          | Dzierżoniów                 | 478,34     | 104 285              | 218          |
|       | Powiat głogowski               | Głogów                      | 443,06     | 90 194               | 204          |
|       | Powiat górowski                | Góra                        | 738,11     | 36 321               | 49           |
|       | Powiat jaworski                | Jawor                       | 581,25     | 51 949               | 89           |
|       | Jelenia Góra                   | stad med powiatstatus       | 109,22     | 81 640               | 747          |
|       | Powiat jeleniogórski           | Jelenia Góra (externt säte) | 628,21     | 65 069               | 104          |
|       | Powiat kamiennogórski          | Kamienna Góra               | 396,13     | 44 824               | 113          |
|       | Powiat kłodzki                 | Kłodzko                     | 1643,37    | 164 155              | 100          |
|       | Legnica                        | stad med powiatstatus       | 56,29      | 101 768              | 1808         |
|       | Powiat legnicki                | Legnica (externt säte)      | 744,60     | 54 929               | 74           |
|       | Powiat lubański                | Lubań                       | 428,30     | 55 919               | 131          |
|       | Powiat lubiński                | Lubin                       | 711,99     | 106 437              | 149          |
|       | Powiat lwówecki                | Lwówek Śląski               | 709,94     | 47 120               | 66           |
|       | Powiat milicki                 | Milicz                      | 715,01     | 37 286               | 52           |
|       | Powiat oleśnicki               | Oleśnica                    | 1049,74    | 106 167              | 101          |
|       | Powiat oławski                 | Oława                       | 523,73     | 75 869               | 145          |
|       | Powiat polkowicki              | Polkowice                   | 779,93     | 63 185               | 81           |
|       | Powiat strzeliński             | Strzelin                    | 622,27     | 44 322               | 71           |
|       | Powiat średzki                 | Środa Śląska                | 703,68     | 52 543               | 75           |
|       | Powiat świdnicki               | Świdnica                    | 742,89     | 160 658              | 216          |
|       | Powiat trzebnicki              | Trzebnica                   | 1025,55    | 83 176               | 81           |
|       | Wałbrzych                      | stad med powiatstatus       | 84,70      | 117 264              | 1384         |
|       | Powiat wałbrzyski              | Wałbrzych (externt säte)    | 430,22     | 57 620               | 134          |
|       | Powiat wołowski                | Wołów                       | 675,00     | 47 475               | 70           |
|       | Wrocław                        | stad med powiatstatus       | 293,00     | 633 105              | 2161         |
|       | Powiat wrocławski              | Wrocław (externt säte)      | 1116,15    | 129 576              | 116          |
|       | Powiat ząbkowicki              | Ząbkowice Śląskie           | 801,75     | 67 614               | 84           |
|       | Powiat zgorzelecki             | Zgorzelec                   | 838,11     | 92 799               | 111          |
|       | Powiat złotoryjski             | Złotoryja                   | 575,45     | 44 893               | 78           |

## Städer

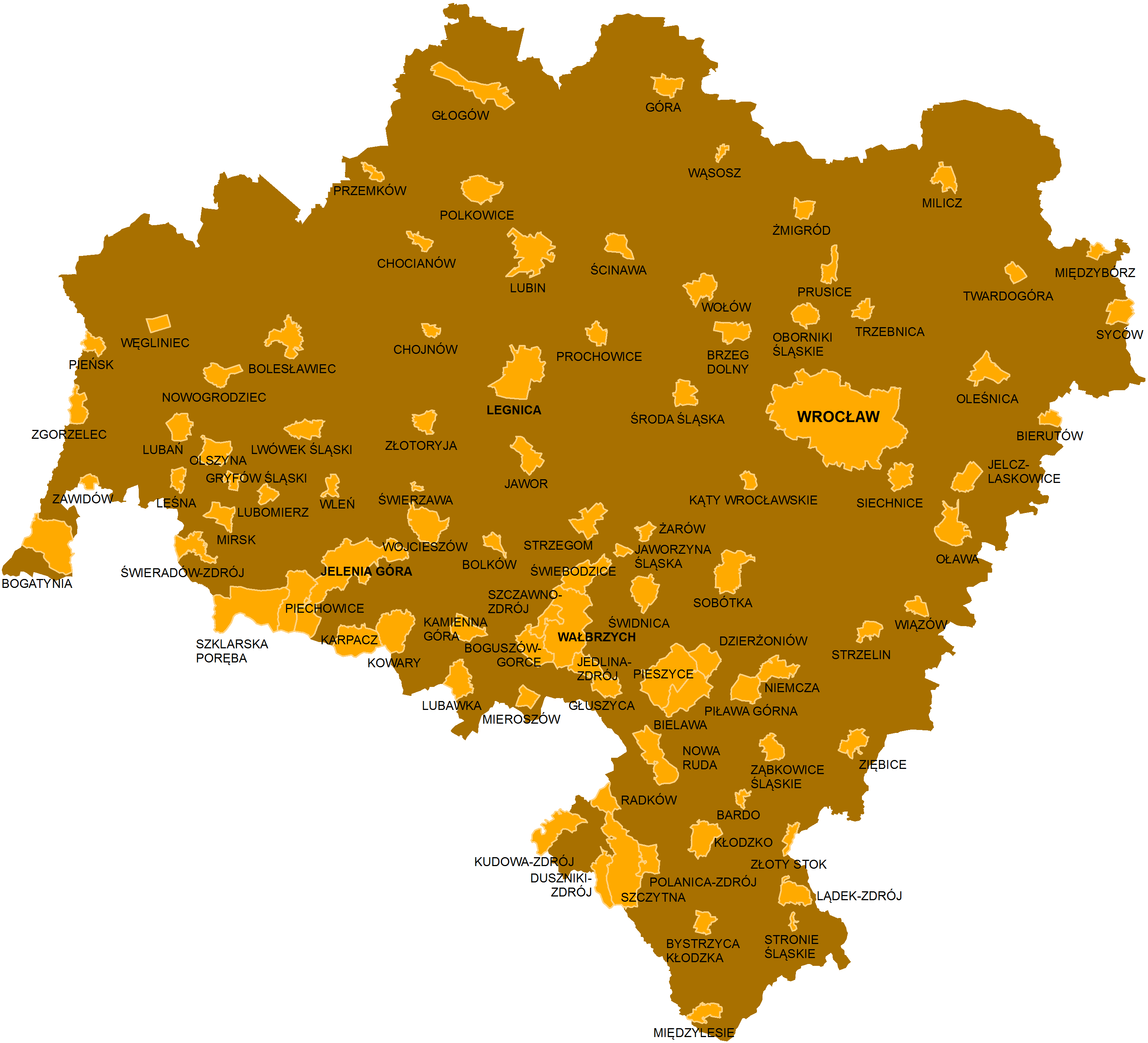
Städer i Nedre Schlesiens vojvodskap.

I Nedre Schlesiens vojvodskap finns 91 städer med formella stadsrättigheter, varav 4 med powiatstatus. I tabellen har distriktshuvudorterna markerats med fetstil. De fyra städerna som utgör egna stadsdistrikt med powiatstatus är dessutom understrukna.
| Storleks- ordning | Stad              | Powiat                | Invånarantal (30 jun 2014) | Area (km²) | Befolkningstäthet (inv./km²) |
| ----------------- | ----------------- | --------------------- | -------------------------- | ---------- | ---------------------------- |
| 1                 | Wrocław           | stad med powiatstatus | 633 105                    | 292,82     | 2162                         |
| 2                 | Wałbrzych         | stad med powiatstatus | 117 264                    | 84,70      | 1384                         |
| 3                 | Legnica           | stad med powiatstatus | 101 768                    | 56,29      | 1808                         |
| 4                 | Jelenia Góra      | stad med powiatstatus | 81 640                     | 109,22     | 747                          |
| 5                 | Lubin             | Powiat lubiński       | 73 820                     | 40,77      | 1811                         |
| 6                 | Głogów            | Powiat głogowski      | 68 813                     | 35,11      | 1960                         |
| 7                 | Świdnica          | Powiat świdnicki      | 59 002                     | 21,76      | 2711                         |
| 8                 | Bolesławiec       | Powiat bolesławiecki  | 39 481                     | 23,57      | 1675                         |
| 9                 | Oleśnica          | Powiat oleśnicki      | 37 307                     | 20,96      | 1780                         |
| 10                | Dzierżoniów       | Powiat dzierżoniowski | 34 315                     | 20,07      | 1710                         |
| 11                | Oława             | Powiat oławski        | 32 278                     | 27,36      | 1180                         |
| 12                | Zgorzelec         | Powiat zgorzelecki    | 31 716                     | 15,88      | 1997                         |
| 13                | Bielawa           | Powiat dzierżoniowski | 31 068                     | 36,21      | 858                          |
| 14                | Kłodzko           | Powiat kłodzki        | 27 919                     | 24,84      | 1124                         |
| 15                | Jawor             | Powiat jaworski       | 23 857                     | 18,80      | 1269                         |
| 16                | Świebodzice       | Powiat świdnicki      | 23 175                     | 30,43      | 762                          |
| 17                | Nowa Ruda         | Powiat kłodzki        | 23 114                     | 37,05      | 624                          |
| 18                | Polkowice         | Powiat polkowicki     | 22 553                     | 23,74      | 950                          |
| 19                | Lubań             | Powiat lubański       | 21 788                     | 16,12      | 1352                         |
| 20                | Kamienna Góra     | Powiat kamiennogórski | 19 893                     | 18,04      | 1103                         |
| 21                | Bogatynia         | Powiat zgorzelecki    | 18 385                     | 59,88      | 307                          |
| 22                | Strzegom          | Powiat świdnicki      | 16 701                     | 20,49      | 815                          |
| 23                | Boguszów-Gorce    | Powiat wałbrzyski     | 16 144                     | 27,02      | 597                          |
| 24                | Złotoryja         | Powiat złotoryjski    | 16 120                     | 11,51      | 1401                         |
| 25                | Jelcz-Laskowice   | Powiat oławski        | 15 907                     | 17,06      | 932                          |
| 26                | Ząbkowice Śląskie | Powiat ząbkowicki     | 15 683                     | 13,67      | 1147                         |
| 27                | Chojnów           | Powiat legnicki       | 14 016                     | 5,32       | 2635                         |
| 28                | Trzebnica         | Powiat trzebnicki     | 12 952                     | 8,36       | 1549                         |
| 29                | Wołów             | Powiat wołowski       | 12 616                     | 18,54      | 680                          |
| 30                | Strzelin          | Powiat strzeliński    | 12 542                     | 10,34      | 1213                         |
| 31                | Brzeg Dolny       | Powiat wołowski       | 12 484                     | 17,20      | 726                          |
| 32                | Góra              | Powiat górowski       | 12 358                     | 13,65      | 905                          |
| 33                | Milicz            | Powiat milicki        | 11 725                     | 13,50      | 869                          |
| 34                | Kowary            | Powiat jeleniogórski  | 11 479                     | 37,39      | 307                          |
| 35                | Bystrzyca Kłodzka | Powiat kłodzki        | 10 477                     | 10,74      | 976                          |
| 36                | Syców             | Powiat oleśnicki      | 10 378                     | 17,05      | 609                          |
| 37                | Kudowa-Zdrój      | Powiat kłodzki        | 10 226                     | 33,90      | 302                          |
| 38                | Pieszyce          | Powiat dzierżoniowski | 9 596                      | 63,61      | 151                          |
| 39                | Środa Śląska      | Powiat średzki        | 9 306                      | 14,94      | 623                          |
| 40                | Lwówek Śląski     | Powiat lwówecki       | 9 210                      | 16,65      | 553                          |
| 41                | Ziębice           | Powiat ząbkowicki     | 9 070                      | 15,07      | 602                          |
| 42                | Oborniki Śląskie  | Powiat trzebnicki     | 9 048                      | 14,46      | 626                          |
| 43                | Chocianów         | Powiat polkowicki     | 8 165                      | 9,00       | 907                          |
| 44                | Sobótka           | Powiat wrocławski     | 6 968                      | 32,20      | 216                          |
| 45                | Gryfów Śląski     | Powiat lwówecki       | 6 879                      | 6,63       | 1038                         |
| 46                | Żarów             | Powiat świdnicki      | 6 874                      | 6,16       | 1116                         |
| 47                | Szklarska Poręba  | Powiat jeleniogórski  | 6 835                      | 75,44      | 91                           |
| 48                | Twardogóra        | Powiat oleśnicki      | 6 773                      | 8,29       | 817                          |
| 49                | Piława Górna      | Powiat dzierżoniowski | 6 673                      | 20,93      | 319                          |
| 50                | Polanica-Zdrój    | Powiat kłodzki        | 6 649                      | 17,22      | 386                          |
| 51                | Głuszyca          | Powiat wałbrzyski     | 6 588                      | 16,21      | 406                          |
| 52                | Kąty Wrocławskie  | Powiat wrocławski     | 6 509                      | 8,61       | 756                          |
| 53                | Żmigród           | Powiat trzebnicki     | 6 493                      | 9,49       | 684                          |
| 54                | Piechowice        | Powiat jeleniogórski  | 6 489                      | 43,22      | 150                          |
| 55                | Przemków          | Powiat polkowicki     | 6 428                      | 6,17       | 1042                         |
| 56                | Lubawka           | Powiat kamiennogórski | 6 302                      | 22,44      | 281                          |
| 57                | Siechnice         | Powiat wrocławski     | 6 239                      | 15,63      | 399                          |
| 58                | Stronie Śląskie   | Powiat kłodzki        | 5 977                      | 2,38       | 2511                         |
| 59                | Pieńsk            | Powiat zgorzelecki    | 5 918                      | 9,92       | 597                          |
| 60                | Lądek-Zdrój       | Powiat kłodzki        | 5 889                      | 20,32      | 290                          |
| 61                | Ścinawa           | Powiat lubiński       | 5 792                      | 13,54      | 428                          |
| 62                | Szczawno-Zdrój    | Powiat wałbrzyski     | 5 776                      | 14,74      | 392                          |
| 63                | Szczytna          | Powiat kłodzki        | 5 348                      | 80,38      | 67                           |
| 64                | Bolków            | Powiat jaworski       | 5 290                      | 7,98       | 663                          |
| 65                | Jaworzyna Śląska  | Powiat świdnicki      | 5 182                      | 4,34       | 1194                         |
| 66                | Bierutów          | Powiat oleśnicki      | 5 010                      | 8,36       | 599                          |
| 67                | Jedlina-Zdrój     | Powiat wałbrzyski     | 4 988                      | 17,45      | 286                          |
| 68                | Karpacz           | Powiat jeleniogórski  | 4 958                      | 37,99      | 131                          |
| 69                | Duszniki-Zdrój    | Powiat kłodzki        | 4 871                      | 22,28      | 219                          |
| 70                | Leśna             | Powiat lubański       | 4 650                      | 8,56       | 543                          |
| 71                | Olszyna           | Powiat lubański       | 4 472                      | 20,26      | 221                          |
| 72                | Zawidów           | Powiat zgorzelecki    | 4 338                      | 6,07       | 715                          |
| 73                | Świeradów-Zdrój   | Powiat lubański       | 4 304                      | 20,72      | 208                          |
| 74                | Mieroszów         | Powiat wałbrzyski     | 4 252                      | 10,31      | 412                          |
| 75                | Nowogrodziec      | Powiat bolesławiecki  | 4 236                      | 16,10      | 263                          |
| 76                | Mirsk             | Powiat lwówecki       | 4 032                      | 14,66      | 275                          |
| 77                | Wojcieszów        | Powiat złotoryjski    | 3 846                      | 32,17      | 120                          |
| 78                | Prochowice        | Powiat legnicki       | 3 655                      | 9,85       | 371                          |
| 79                | Niemcza           | Powiat dzierżoniowski | 3 104                      | 19,81      | 157                          |
| 80                | Węgliniec         | Powiat zgorzelecki    | 3 009                      | 8,73       | 345                          |
| 81                | Złoty Stok        | Powiat ząbkowicki     | 2 920                      | 7,73       | 378                          |
| 82                | Wąsosz            | Powiat górowski       | 2 786                      | 3,24       | 860                          |
| 83                | Międzylesie       | Powiat kłodzki        | 2 707                      | 14,37      | 188                          |
| 84                | Bardo             | Powiat ząbkowicki     | 2 699                      | 4,71       | 573                          |
| 85                | Radków            | Powiat kłodzki        | 2 472                      | 15,03      | 164                          |
| 86                | Międzybórz        | Powiat oleśnicki      | 2 365                      | 6,41       | 369                          |
| 87                | Świerzawa         | Powiat złotoryjski    | 2 351                      | 1,76       | 1336                         |
| 88                | Wiązów            | Powiat strzeliński    | 2 330                      | 9,16       | 254                          |
| 89                | Prusice           | Powiat trzebnicki     | 2 273                      | 10,94      | 208                          |
| 90                | Lubomierz         | Powiat lwówecki       | 1 962                      | 8,05       | 244                          |
| 91                | Wleń              | Powiat lwówecki       | 1 801                      | 7,22       | 249                          |

## Kommunikationer
Vojvodskapet har en internationell flygplats, Wrocław-Copernicus flygplats, belägen 10 kilometer väster om centrala Wrocław.
Wrocławs järnvägsstation är navet i den regionala järnvägstrafiken och regionaltrafiken sköts av Koleje Dolnośląskie. Från de större städerna finns fjärrtrafik till större städer i Polen, Tjeckien och Tyskland.
Motorvägarna A4, A8 och A18 utgör stommen i vojvodskapets vägnät.